# Swedehome
Swedehome, eller Swede Home är ett icke-inkorporerat samhälle i Polk County i Nebraska i USA.

## Historia
Ett postkontor grundades i  Swedehome 1883, och användes fram till det stängdes igen 1902. Swedehome byggdes ursprungligen upp av svenska migranter.

### Fotnoter
1. ↑  ”Feature Detail Report for: Swedehome” (på engelska). Geonames. Arkiverad från originalet den 23 augusti 2014. http://archive.today/2014.08.23-183535/http://geonames.usgs.gov/apex/f?p=gnispq:3:0::NO::P3_FID:833993. Läst 23 augusti 2014.
2. ↑  ”Polk County”. Jim Forte Postal History. http://www.postalhistory.com/postoffices.asp?task=display&state=NE&county=Polk. Läst 22 augusti 2014.
3. ↑  Hickey, Donald R.; Wunder, Susan A.; Wunder, John R. (2007). Nebraska Moments. U of Nebraska Press. sid. 115. ISBN 0-8032-1572-X. http://books.google.com/books?id=5dtgP41CyK4C&pg=PA115